# 尼古魯猴
尼古魯猴（Necrolemur）是一屬已滅絕的靈長目。
尼古魯猴長25厘米，很像現今的眼鏡猴。牠是夜間活動的，有很大的眼睛及耳朵。尼古魯猴有尖銳的牙齒，用來咬碎昆蟲的外殼。牠的面部很短，眶間距很窄，外鼓骨呈管狀，並有大的腦部。尼古魯猴的化石是在西歐被發現。

## 外部連結
- Omomyids[永久] at University of Texas